# フェデリコ・ディマルコ
フェデリコ・ディマルコ（Federico Dimarco，1997年11月10日 - ）は、イタリア・ミラノ出身のプロサッカー選手。イタリア代表。セリエA・インテル・ミラノ所属。ポジションはディフェンダー（サイドバック）、ミッドフィールダー（サイドハーフ）。

## 経歴

### クラブ

#### キャリア初期
2004年、7歳の時に地元のインテル・ミラノの下部組織へ入団。2014年12月11日のUEFAヨーロッパリーグ・カラバフ戦で17歳という若さでトップチームデビュー、2015年5月31日のエンポリ戦ではセリエAデビューを果たした。
2016年1月27日、セリエBのアスコリへシーズン終了までのレンタル移籍を果たし、半年間で4アシストを記録。同年7月1日にエンポリへ買取オプションと買い戻しオプション付きのレンタルで移籍したが、同時加入のマヌエル・パスクアルとのポジション争いに敗れ12試合の出場に留まった。

#### シオン
2017年6月30日、スイスのシオンへ完全移籍した。

#### インテル・ミラノ復帰
2018年7月5日、インテル・ミラノに復帰。8月7日、パルマへレンタル移籍。9月15日にスタディオ・ジュゼッペ・メアッツァで行われた古巣インテル戦では後半24分にミドルシュートを決めセリエA初得点を記録するとこれが決勝点となった。
2020年1月31日、エラス・ヴェローナに2019-20シーズン終了までのローン移籍で加入したことが発表された。
2020年9月9日、1年間の期限付きでエラス・ヴェローナに移籍することが発表された。このローン移籍は買取オプション付となっている。
2021年12月24日、インテル・ミラノに復帰。2026年6月末までの5年契約締結。
2023年1月のスーペルコッパ・イタリアーナではミランに対して決勝ゴールを挙げて優勝に貢献した。
同年11月12日、リーグ第12節のフロジノーネ戦で挙げた先制ゴールは、ハーフウェイラインを超えたあたりからの、約56メートルの距離から相手GKの頭上を超えるロングシュートであった。この2023-24シーズンではリーグ戦30試合5ゴール6アシストを記録しチームのセリエA優勝に貢献した。
2023年12月30日、インテルとの契約を2027年6月30日まで延長した。

### 代表
2021年10月4日、怪我で離脱したマッテオ・ペッシーナに代わってイタリア代表に初招集された。2022年6月4日にスタディオ・レナート・ダッラーラで行われたUEFAネーションズリーグ2022-23のドイツ代表との試合で、1-1で引き分けているなか80分からクリスティアーノ・ビラーギに代わってピッチに入り初出場を果たした。試合はこのまま1-1で終了したが、この試合では自身を含め6名がイタリア代表にデビューした。
2024年6月、UEFA EURO 2024の代表メンバーに選出された。アルバニアとの初戦に左SBとしてスタメンで起用されたが、ネディム・バイラミの試合開始23秒弾に繋がるミスを犯してしまったが、怪我で欠場したラウンド16スイス戦以外は、その後の試合でもスタメンで起用された。

## 個人成績

### クラブ
| 国内大会個人成績 | 国内大会個人成績   | 国内大会個人成績 | 国内大会個人成績 | 国内大会個人成績 | 国内大会個人成績 | 国内大会個人成績 | 国内大会個人成績 | 国内大会個人成績 | 国内大会個人成績 | 国内大会個人成績 | 国内大会個人成績 |
| 年度             | クラブ             | 背番号           | リーグ           | リーグ戦         | リーグ戦         | リーグ杯         | リーグ杯         | オープン杯       | オープン杯       | 期間通算         | 期間通算         |
| 年度             | クラブ             | 背番号           | リーグ           | 出場             | 得点             | 出場             | 得点             | 出場             | 得点             | 出場             | 得点             |
| イタリア         | イタリア           | イタリア         | イタリア         | リーグ戦         | リーグ戦         | イタリア杯       | イタリア杯       | オープン杯       | オープン杯       | 期間通算         | 期間通算         |
| ---------------- | ------------------ | ---------------- | ---------------- | ---------------- | ---------------- | ---------------- | ---------------- | ---------------- | ---------------- | ---------------- | ---------------- |
| 2014-15          | インテル           | 93               | セリエA          | 1                | 0                | 0                | 0                | -                | -                | 1                | 0                |
| 2015-16          | アスコリ           | 11               | セリエB          | 12               | 0                | 0                | 0                | -                | -                | 12               | 0                |
| 2016-17          | エンポリ           | 4                | セリエA          | 15               | 0                | 1                | 0                | -                | -                | 16               | 0                |
| スイス           | スイス             | スイス           | スイス           | リーグ戦         | リーグ戦         | スイス杯         | スイス杯         | オープン杯       | オープン杯       | 期間通算         | 期間通算         |
| 2017-18          | シオン             | 7                | スーパーリーグ   | 9                | 0                | 0                | 0                | -                | -                | 9                | 0                |
| イタリア         | イタリア           | イタリア         | イタリア         | リーグ戦         | リーグ戦         | イタリア杯       | イタリア杯       | オープン杯       | オープン杯       | 期間通算         | 期間通算         |
| 2018-19          | パルマ             | 3                | セリエA          | 13               | 1                | 1                | 0                | -                | -                | 14               | 1                |
| 2019-20          | インテル           | 21               | セリエA          | 3                | 0                | 1                | 0                | -                | -                | 4                | 0                |
| 2019-20          | エラス・ヴェローナ | 23               | セリエA          | 13               | 0                | -                | -                | -                | -                | 13               | 0                |
| 2020-21          | エラス・ヴェローナ | 3                | セリエA          | 35               | 5                | 2                | 0                | -                | -                | 37               | 5                |
| 2021-22          | インテル           | 32               | セリエA          | 32               | 2                | 2                | 0                | -                | -                | 34               | 2                |
| 2022-23          | インテル           | 32               | セリエA          | 33               | 4                | 5                | 1                | -                | -                | 38               | 5                |
| 2023-24          | インテル           | 32               | セリエA          | 30               | 5                | 1                | 0                | -                | -                | 40               | 6                |
| 2024-25          | インテル           | 32               | セリエA          | 34               | 4                | 2                | 0                | -                | -                | 36               | 4                |
| 通算             | イタリア           | イタリア         | セリエA          | 209              | 21               | 15               | 1                | -                | -                | 233              | 22               |
| 通算             | イタリア           | イタリア         | セリエB          | 12               | 0                | 0                | 0                | -                | -                | 12               | 0                |
| 通算             | スイス             | スイス           | スーパーリーグ   | 9                | 0                | 0                | 0                | -                | -                | 9                | 0                |
| 総通算           | 総通算             | 総通算           | 総通算           | 230              | 21               | 15               | 1                | 0                | 0                | 254              | 22               |

### 代表
| イタリア代表 | 国際Aマッチ | 国際Aマッチ |
| 年           | 出場        | 得点        |
| ------------ | ----------- | ----------- |
| 2022         | 8           | 1           |
| 2023         | 8           | 1           |
| 2024         | 12          | 1           |
| 通算         | 28          | 3           |

#### ゴール
| #  | 年月日        | 開催地                                  | 対戦国     | 勝敗 | 試合概要                                    |
| -- | ------------- | --------------------------------------- | ---------- | ---- | ------------------------------------------- |
| 1. | 2022年9月26日 | プシュカーシュ・アレーナ（ ハンガリー） | ハンガリー | ○2-0 | UEFAネーションズリーグ2022-23・リーグA      |
| 2. | 2023年6月18日 | デ・フロルーシュ・フェステ（ オランダ） | オランダ   | ○3-2 | UEFAネーションズリーグ2022-23・決勝ラウンド |
| 3. | 2024年9月6日  | パルク・デ・プランス（ フランス）       | フランス   | ○3-1 | UEFAネーションズリーグ2024-25・リーグA      |

## 人物
- 弟のクリスティアンもサッカー選手であり、同じくインテルの下部組織出身である[18]。
- インテルの本拠地（スタディオ・ジュゼッペ・メアッツァ）があるミラノで生まれたディマルコは、2歳の時からインテリスタだと語っており、「生まれながらのインテリスタ」と紹介されることもある[19]。

## タイトル

### クラブ
インテル・ミラノ
- セリエA（2023-24）
- コッパ・イタリア（2021-22, 2022-23）
- スーペルコッパ・イタリアーナ（2021-22, 2022-2023, 2023-24）

### 個人
- UEFAチャンピオンズリーグシーズンベストイレブン（2022-23[20]）